# Prochoerodes accentuata
Prochoerodes accentuata är en fjärilsart som beskrevs av Barnes och Mcdunnough 1918. Prochoerodes accentuata ingår i släktet Prochoerodes och familjen mätare. Inga underarter finns listade i Catalogue of Life.